# Jonathan Greening
Jonathan Greening (Scarborough, Inglaterra, 2 de enero de 1979) es un exfutbolista inglés. Juega de centrocampista. 

## Trayectoria
Greening debutó en 1996 en el York City. Su buenas actuaciones atrajeron al Manchester United, que lo incorporó a su equipo reservas tras una pasar cuatro días a prueba en el club. Aunque no se hizo con un lugar en el once titular consiguió debutar con la Selección de fútbol sub-21 de Inglaterra. Pese a firmar un nuevo contrato en 2000 abandona los Red Devils en 2001 debido a las pocas oportunidades. Recala en el Middlesbrough FC, donde permaneció durante tres temporadas. En su primer año contó con bastantes oportunidades, siendo elegido por los aficionados del Boro como el mejor jugador de la temoporada. En la campaña 2003/04 cuenta menos para el entrenador y al terminar la temporada se marcha al West Bromwich Albion.
Debutó con el West Brom en la primera jornada de la temporada contra el Blackburn Rovers. En la temporada 2007/08 es nombrado capitán del equipo y es pieza fundamental en el equipo para conseguir regresar a la Premier League. En 2009 es cedido al Fulham FC durante un año y a final de temporada es comprado por el equipo londinense. En el verano de 2011 firma con el Nottingham Forest de Steve McClaren, con quien coincidió en su etapa en el Middlesbrough FC.

## Selección nacional
Ha sido internacional con la Selección de fútbol de Inglaterra Sub-21. 
Durante su estancia en el Middlesbrough FC fue convocado para la Selección de fútbol de Inglaterra, pero no llegó a debutar.

## Clubes
| Club                    | País       | Año       |
| ----------------------- | ---------- | --------- |
| York City FC            | Inglaterra | 1996-1998 |
| Manchester United FC    | Inglaterra | 1998-2001 |
| Middlesbrough FC        | Inglaterra | 2001-2004 |
| West Bromwich Albion FC | Inglaterra | 2004-2009 |
| Fulham FC               | Inglaterra | 2009-2011 |
| Nottingham Forest FC    | Inglaterra | 2011-2014 |
| Barnsley FC (cedido)    | Inglaterra | 2012      |
| Tadcaster Albion AFC    | Inglaterra | 2014-2015 |
| York City FC            | Inglaterra | 2015      |
| Tadcaster Albion AFC    | Inglaterra | 2015-2017 |

## Palmarés

### Campeonatos nacionales
| Título           | Club                 | País       | Año     |
| ---------------- | -------------------- | ---------- | ------- |
| The Championship | West Bromwich Albion | Inglaterra | 2007/08 |

### Copas internacionales
| Título            | Club                 | País       | Año     |
| ----------------- | -------------------- | ---------- | ------- |
| Liga de Campeones | Manchester United FC | Inglaterra | 1998/99 |